# Lafayette megye (Mississippi)
Lafayette megye az Amerikai Egyesült Államokban, azon belül Mississippi államban található. Megyeszékhelye és legnagyobb városa Oxford. Lakosainak száma 55 813 fő (2020. április 1.). Lafayette megye Marshall, Calhoun, Yalobusha, Panola, Tate, Union és Pontotoc megyékkel határos.

## Népesség
A megye népességének változása:
| Lakosok száma | 47 536 | 48 459 | 50 502 | 51 318 | 53 154 | 55 813 |
|               | 2010   | 2011   | 2012   | 2013   | 2015   | 2020   |